# Noordodes
Noordodes là một chi bướm đêm thuộc họ Crambidae.